# Níkos Englézou
Níkos Englézou (grec moderne : Νίκος Εγγλέζου), né le 11 juillet 1993 à Limassol, est un footballeur international chypriote. Il évolue au poste d'arrière gauche à l'AEK Larnaca.
Níkos Englézou est le petit-fils du footballeur Kostas Kokkinis.

## Carrière

### En équipe nationale
Níkos Englézou honore sa première sélection avec l'équipe de Chypre le 3 septembre 2015, lors d'un match contre le pays de Galles. Ce match disputé à Strovolos rentre dans le cadre des éliminatoires de l'Euro 2016.

## Statistiques
| Saison                | Club                  | Championnat                   | Championnat | Championnat | Coupe(s) nationale(s) | Coupe(s) nationale(s) | Compétition(s) continentale(s) | Compétition(s) continentale(s) | Compétition(s) continentale(s) | Chypre | Chypre | Total | Total |
| Saison                | Club                  | Division                      | M.          | B.          | M.                    | B.                    | Comp.                          | M.                             | B.                             | M.     | B.     | M.    | B.    |
| 2011-2012             | AEK Athènes           | Superleague                   | 2           | 0           | 0                     | 0                     | C3                             | 2                              | 0                              | -      | -      | 4     | 0     |
| 2012-2013             | Nea Salamina (prêt)   | First Division                | 21          | 2           | 2                     | 0                     | -                              | -                              | -                              | -      | -      | 23    | 2     |
| Sous-total            | Sous-total            | Sous-total                    | 23          | 2           | 2                     | 0                     | -                              | 2                              | 0                              | -      | -      | 27    | 2     |
| 2013-2014             | AEK Larnaca           | Glafcos Clerides Championship | 25          | 1           | 3                     | 1                     | -                              | -                              | -                              | -      | -      | 28    | 2     |
| 2014-2015             | AEK Larnaca           | First Division                | 26          | 4           | 4                     | 0                     | -                              | -                              | -                              | -      | -      | 30    | 4     |
| 2015-2016             | AEK Larnaca           | Cyta Championship             | 29          | 3           | 2                     | 0                     | C3                             | 0                              | 0                              | 3      | 0      | 34    | 3     |
| 2016-2017             | AEK Larnaca           | Cyta Championship             | 5           | 0           | -                     | -                     | C3                             | 5                              | 0                              | -      | -      | 10    | 0     |
| Sous-total            | Sous-total            | Sous-total                    | 85          | 8           | 9                     | 1                     | -                              | 5                              | 0                              | 3      | 0      | 102   | 9     |
| Total sur la carrière | Total sur la carrière | Total sur la carrière         | 108         | 10          | 11                    | 1                     | -                              | 7                              | 0                              | 3      | 0      | 129   | 11    |